# Pseudocaranx chilensis
Pseudocaranx chilensis es una especie de peces de la familia Carangidae.

## Distribución geográfica
Es endémica del archipiélago de Juan Fernández y las Islas Desventuradas, en el sureste del Pacífico.